# (3958) Комендантов
(3958) Комендантов (лат. Komendantov) — типичный астероид главного пояса, открыт 10 октября 1953 года советским астрономом Пелагеей Фёдоровной Шайн в Симеизской обсерватории и 2 апреля 1999 года назван в честь советского астронома Николая Комендантова.

## Обнаружение и именование
(3958) Комендантов
Открыт 10 октября 1953 года в Симеизе П. Ф. Шайн.
Назван в память о сотруднике астрономического института в Ленинграде Николае Васильевиче Комендантове (1895—1937), который был активным исследователем движения малых планет. Был арестован в 1936 году по ложным обвинениям, и дата его смерти в тюрьме неизвестна. Предложенное название и цитата подготовлены Ю. В. Батраковым.
Оригинальный текст (англ.)3958 Komendantov
Discovered 1953 Oct. 10 by P. F. Shajn at Simeis.
Named in memory of Nikolaj Vasil'evich Komendantov (1895—1937), who was an active researcher of minor-planet motion. A staff member of the Astronomical Institute in Leningrad, he was arrested in 1936 on spurious charges, and the date of his death in prison is uncertain. Name suggested and citation prepared by Yu. V. Batrakov.
Источники: 19990402/MPCPages.arc; M.P.C. 34340.

## Орбита

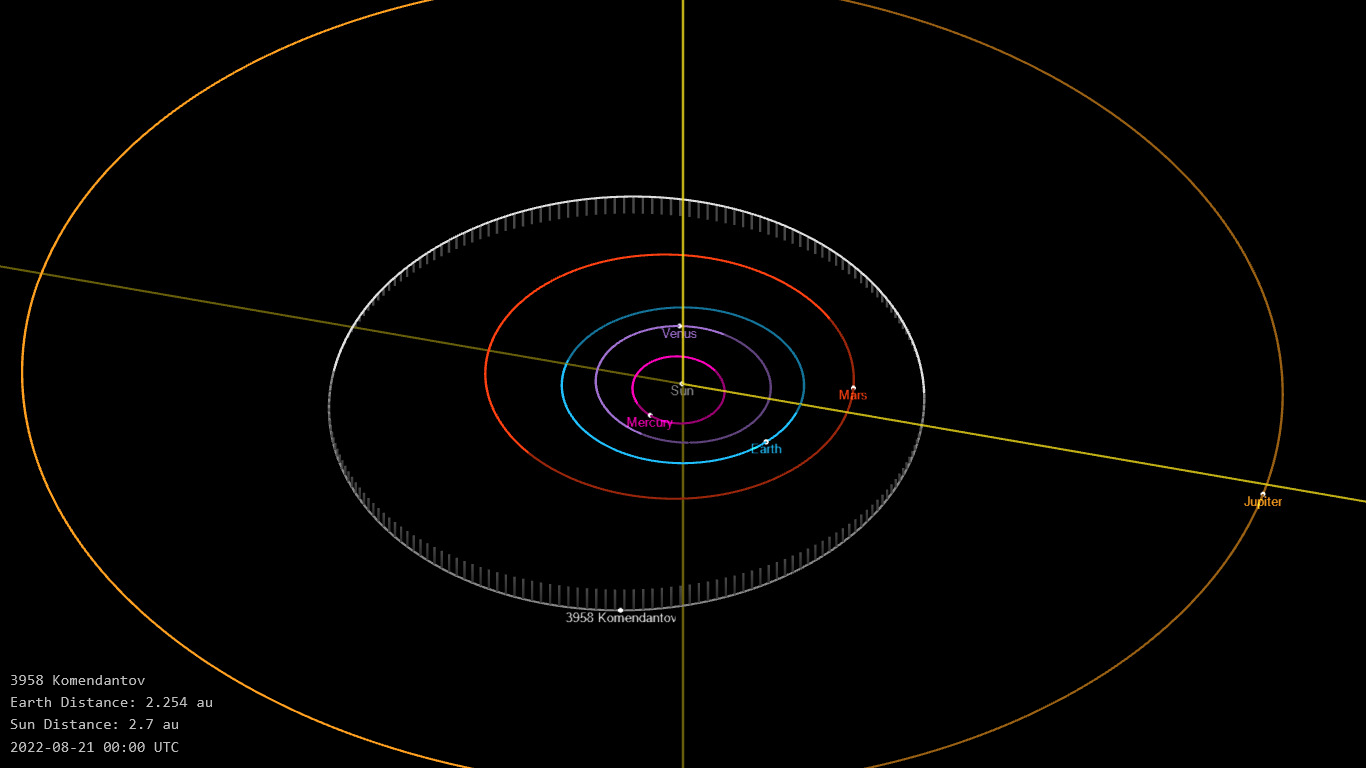
Орбита астероида Комендантов и его положение в Солнечной системе

## Физические характеристики
Из результатов второго этапа спектроскопической съёмки малых астероидов главного пояса (Small Main-belt Asteroid Spectroscopic Survey, SMASSII) следует, что астероид относится к таксономическому классу Xc.
По результатам наблюдений в видимом и ближнем инфракрасном диапазоне космического телескопа NEOWISE диаметр астероида сначала оценивался равным 6,084±0,291 км, позже — 5,901±0,497 км. Согласно тем же источникам альбедо оценивается как 0,5736±0,1380 и 0,610±0,109.